# Singapores riksvapen
På Singapores riksvapen finns lejonet som anspelar på namnet Singapore (Lejonstaden) och tigern är ett minne av förbundet med Malaysia.